# Tekkezje
Tekkezje (amh. ተከዜ, Tekkezē; arab. ‏سيتيت‎, Satīt) – rzeka w Sudanie, Etiopii i Erytrei o długości 750 km. Jej źródła znajdują się na Wyżynie Abisyńskiej, a wpada ona do Atbary. W dolnym biegu rzeka wysycha na 9 miesięcy w ciągu roku. Większe miasto nad rzeką to Om Hadżer.